# Hahnenbogen
Der Hahnenbogen ist ein Höhenzug im Bayerischen Wald im Erweiterungsgebiet des Nationalparks Bayerischer Wald auf dem Gebiet der Gemeinde Lindberg im Landkreis Regen.

## Geographie
Er liegt auf halbem Weg zwischen den bekannteren Bergen Großer Falkenstein (1315) und Großer Rachel (1452). Etwa 1,5 km östlich verläuft die Grenze zu Tschechien.
Der Höhenzug besitzt zwei Gipfel, den 1257 m ü. NHN hohen Großen Hahnenbogen und den 800 m südöstlich liegenden 1232 m ü. NHN hohen Kleinen Hahnenbogen. Unterhalb der Nordflanke des Kleinen Hahnenbogens befinden sich in einer Gfällei genannten Senke die beiden, zusammen über 150 Hektar ausgedehnten Sumpfgebiete Dreilinienmoos und Grenzmoos. Die Senke liegt im Einzugsgebiet der Moldau, hier entspringt der Stubenbach. Über den Höhenzug hinweg verläuft die Elbe-Donau-Wasserscheide, eine der europäischen Hauptwasserscheiden. Die Flächen der südlichen und westlichen Flanke des Höhenzuges entwässern über den Kleinen Regen als Vorfluter und die Donau ins Schwarze Meer.

## Geschichte
Die urwaldartige Gegend wurde erst im 16. Jahrhundert in den Tälern sporadisch besiedelt, da sie klimatisch benachteiligt ist. Sie ist, durch ihre geographische Lage bedingt, geprägt von langen, schneereichen Wintern und kurzen, regenreichen Sommern. Die harten Gneis- und Granitböden vulkanischen Ursprungs waren in den kurzen Vegetationsperioden landwirtschaftlich kaum ertragreich zu bestellen und bildeten die natürliche Grenze zwischen dem Königreich Böhmen und dem Königreich Bayern. Nur vereinzelt drangen Jagdgesellschaften in das Gebiet vor, und der Holzreichtum ernährte einige Köhler, die der entstehenden Glasindustrie zulieferten. Die durch die Köhlerei entstandenen Lichtungen nutzten die Viehzüchter nach deren Wiederbegrünung als Weidegründe. Im bayerischen Urkataster aus den 1810er Jahren sind nurmehr der Pfad für den Viehtrieb und der Weiler Buchenau ersichtlich. Als Bodendenkmale geschützt sind am südlichen und westlichen Fuße des Höhenzuges zum einen die ehemaligen Areale dreier abgegangener Glashütten, sowie mehrere mittelalterliche Goldseifen-Schürfstätten in den Bachtälern.

## Begehung
Auf dem selten bestiegenen Felsgipfel des Großen Hahnenbogens befindet sich ein kleines Gipfelkreuz, außerdem sieht man hinab auf Zwiesel und Regen. Der Hahnenbogen wird nur von ortskundigen Wanderern besucht, da er schwer zu finden ist. Der einfachste Anstieg führt von Buchenau über den Lindberger Schachten in etwa 2 Stunden zum Gipfel. Das letzte Stück ist jedoch nicht markiert und darf daher aufgrund der Lage im Kerngebiet des Nationalparks Bayerischer Wald nur vom 15. Juli bis zum 15. November begangen werden.